# Shot (The Rasmus)
Shot è un singolo del gruppo musicale finlandese The Rasmus, pubblicato il 21 aprile 2006 come terzo estratto dal sesto album in studio Hide from the Sun.

## Tracce
CD singolo (Germania)
1. Shot (Radio Edit) – 3:50

CD singolo (Germania)
1. Shot – 4:18
2. Shot (Star City Remix) – 6:57

CD singolo (Finlandia), CD maxi-singolo (Germania)
1. Shot – 4:18
2. Keep Your Heart Broken (Live) – 4:12
3. Shot (Live) – 4:43
4. Open My Eyes (Acoustic Version) – 3:23

## Formazione
Gruppo
- Lauri Ylönen – voce
- Pauli Rantasalmi – chitarra
- Eero Heinonen – basso
- Aki Hakala – batteria

Produzione
- Mikael Nord Andersson – produzione, registrazione
- Martin Hansen – produzione, registrazione, missaggio
- Leif Allansson – missaggio
- Claes Persson – mastering

## Classifiche
| Classifica (2006) | Posizione massima |
| ----------------- | ----------------- |
| Austria           | 49                |
| Finlandia         | 6                 |
| Germania          | 46                |
| Paesi Bassi       | 91                |